# Thalasseus
Genre
Thalasseus est un genre d'oiseaux de la famille des Laridae. Il s'agit de sternes de taille moyenne à grande et, jusqu'en 2005, ces espèces étaient classées dans le genre Sterna.

## Liste d'espèces
D'après la classification de référence (version 14.1, 2024) de l'Union internationale des ornithologues, il y a 8 espèces du genre Thalasseus (ordre philogénique) :
- Thalasseus sandvicensis (Latham, 1787) – Sterne caugek ;
- Thalasseus acuflavidus (Cabot, S, 1847) – Sterne de Cabot ;
- Thalasseus elegans (Gambel, 1849) – Sterne élégante ;
- Thalasseus bengalensis (Lesson, Rp, 1831) – Sterne voyageuse ;
- Thalasseus albididorsalis (Hartert, EJO, 1921) – Sterne d'Afrique ;
- Thalasseus maximus (Boddaert, 1763) – Sterne royale ;
- Thalasseus bergii (Lichtenstein, MHC, 1823) – Sterne huppée ;
- Thalasseus bernsteini (Schlegel, 1863) – Sterne d'Orient.

## Systématique
Le nom valide complet (avec auteur) de ce taxon est Thalasseus Boie, 1822.